# Залізничний транспорт Алжиру

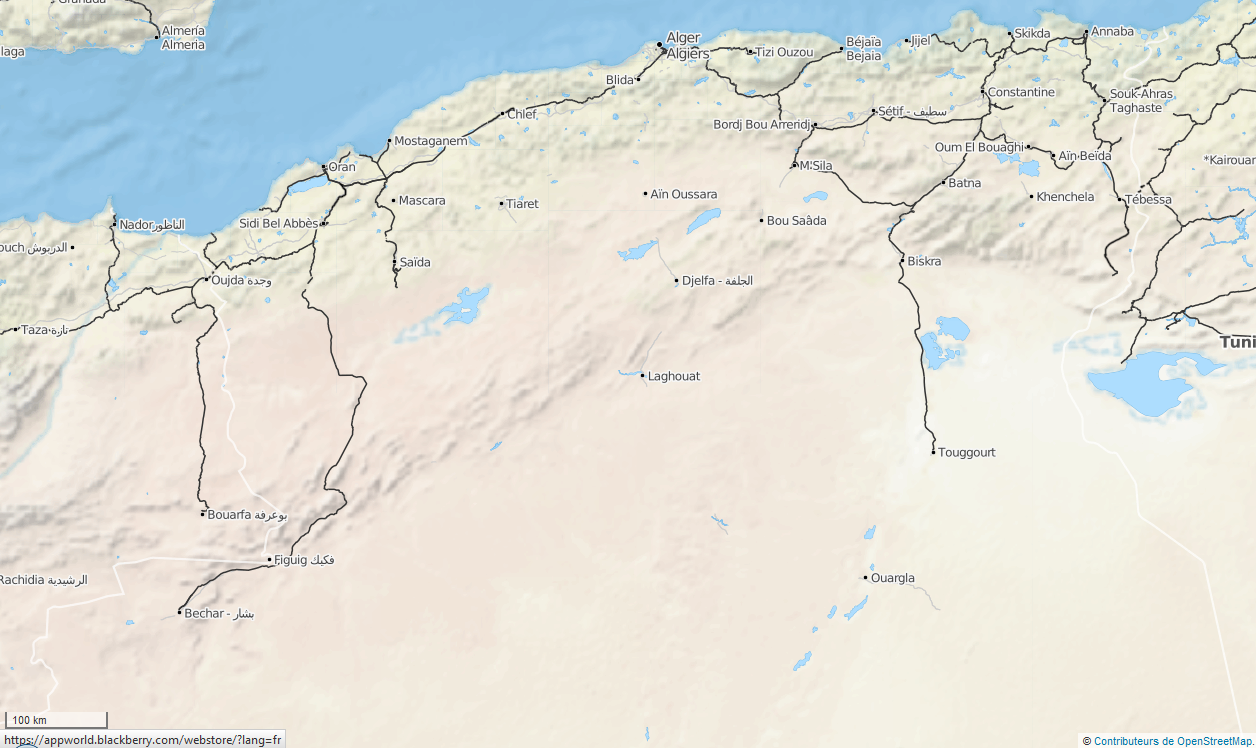
активні залізниці Алжиру

Перші залізниці були побудовані в Алжирі у 1862 році.
Залізниці управляються національним оператором SNTF (фр. Societé Nationale des Transports Ferrovaires), існуючим з 1962 року.
Для залізничної колії використовуються сталеві, дерев'яні та залізобетонні шпали, маса одного погонного метра рейок на шляху 45 кг і 54 кг.

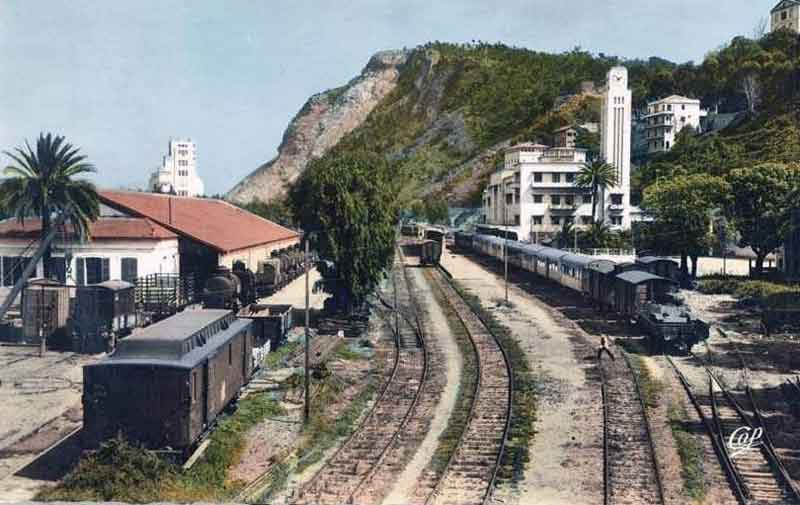
Залізнична станція в місті Скікда

Довжина залізничної мережі Алжиру 3'973 км, з них електрифіковано 283 км. Ширина колії 1435 мм (на 2888 км) і 1055 мм (на 1085 км). У локомотивному парку тепловози і електровози.
Основні вантажі залізниці: залізна руда, фосфати, вугілля.
Близько 20 % зовнішньоторговельних перевезень здійснюється залізничним транспортом.
Мережа залізниць Алжиру пов'язана із Національною залізничною компанією Тунісу.

## Залізничні зв'язки із сусідніми країнами
- Туніс — однакова колія — 1435 мм.
- Марокко — однакова колія — 1435 мм. Закрита у 1990-х.